# Lợn hoang
Lợn hoang hay lợn thả rông là một thuật ngữ mô tả về bất kỳ những con lợn hay loại lợn hoang dã, heo rừng hoặc lợn đi hoang, lợn thả rông ở Bắc Mỹ, chúng thuộc nhóm súc vật hoang (tức những con vật đã được thuần hóa nhưng đã trở lại với môi trường hoang dã). Heo rừng (Sus scrofa scrofa) đôi khi được gọi là "lợn Nga" hay lợn lưng dao cạo. Thuật ngữ "lợn hoang" cũng đã xuất hiện tại Úc, để mô tả động vật như thế. Những con lợn hoang được cho là mối nguy hại rất lớn ở Hoa Kỳ, người ta xem chúng như một loài xâm lấn, loài gây hại vì đã gây ra thiệt hại cho nền nông nghiệp cũng như cả tính mạng, sức khỏe của cư dân.

## Lịch sử
Lợn nhà đầu tiên được du nhập đến châu Mỹ vào thế kỷ thứ mười sáu. Christopher Columbus được biết là đã cố ý phát tán heo nhà ở Tây Ấn trong chuyến đi thứ hai của mình để là nguồn thực phẩm dự trữ cung cấp cho các cuộc thám hiểm trong tương lai với một nguồn cung cấp thực phẩm miễn phí. Hernando de Soto được biết là đã du nhập lợn nhà Á-Âu đến Florida năm 1539, mặc dù Juan Ponce de León có thể đã du nhập những con lợn đầu tiên vào đất liền Florida vào năm 1521. Như vậy Người Tây Ban Nha đem lợn rừng tới Bắc Mỹ trong thế kỷ 16 để phục vụ hoạt động săn bắn.
Việc thực hành du nhập lợn nhà vào Tân thế giới được tiếp tục trong suốt các giai đoạn thám hiểm của thế kỷ XVI và XVII. Người ta cho rằng heo rừng hoang dã Á-Âu (Sus scrofa scrofa), mà ban đầu dao động từ Anh sang châu Âu Nga có thể có cũng đã được du nhập vào thế kỷ 19 số lượng của chúng đã nhiều trong miền Nam Hoa Kỳ rằng họ đã trở thành một động vật phổ biến để đi săn.
Ở Nam Mỹ, trong thời gian đầu thế kỷ XX, lợn đã được du nhập tại Uruguay cho mục đích săn bắn và cuối cùng vượt qua biên giới vào Brazil trong những năm 1990, nhanh chóng trở thành một loài xâm lấn. Mặc dù sự hiện diện của chúng như là một dịch hại đã được đã được chú ý bởi báo chí ngay từ năm 1994. Mới được thành lập nhưng quần thể heo rừng Brazil là không nên nhầm lẫn với dân lâu đời của lợn nhà hoang dã, mà đã tồn tại chủ yếu ở Pantanal trong hơn một trăm năm, cùng với loài peccarie bản địa.

## Thực trạng

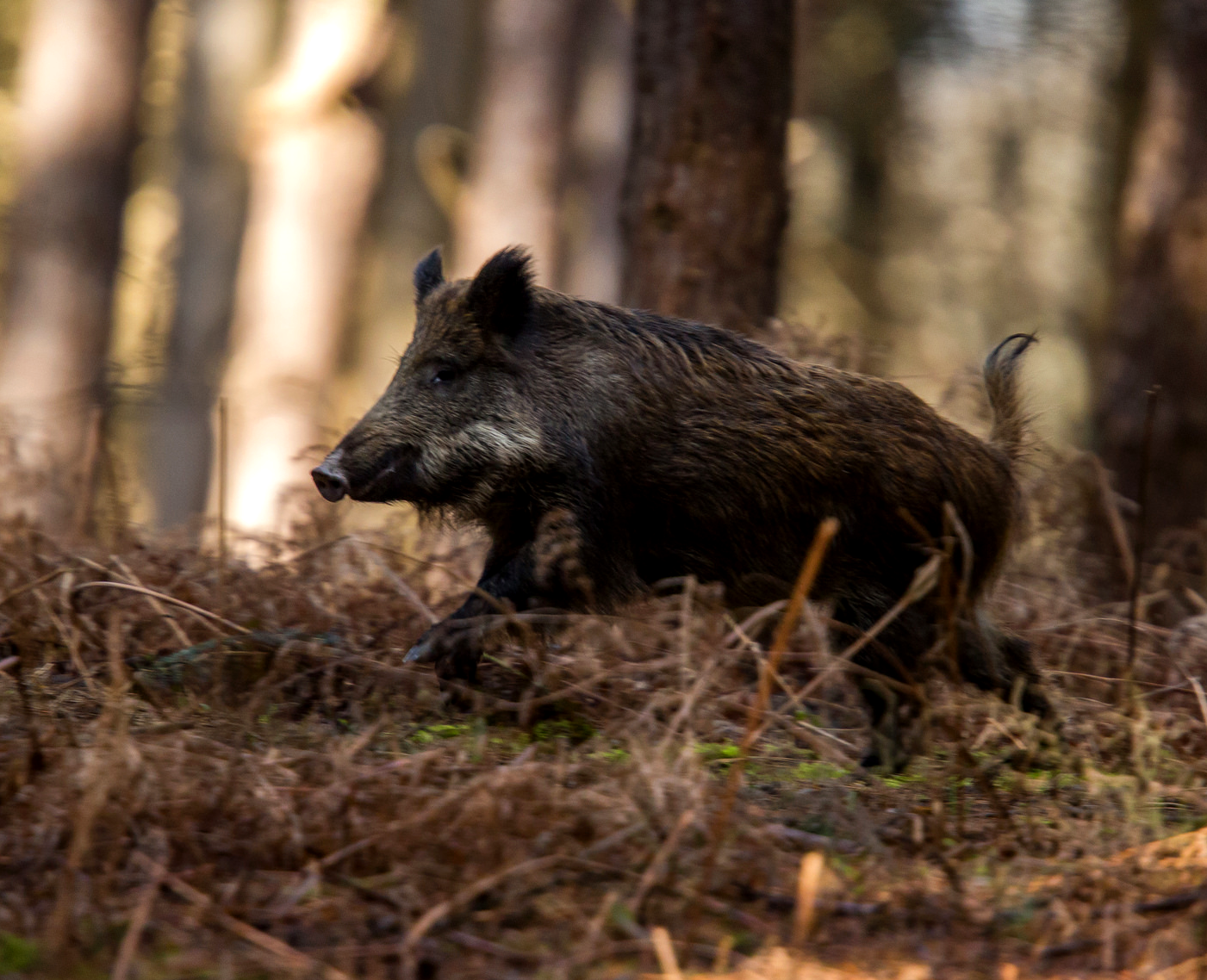
Những con lợn hoang ở Mỹ rất tinh ranh và mắn đẻ, tạo nên một quần thể lợn hoang hóa lớn

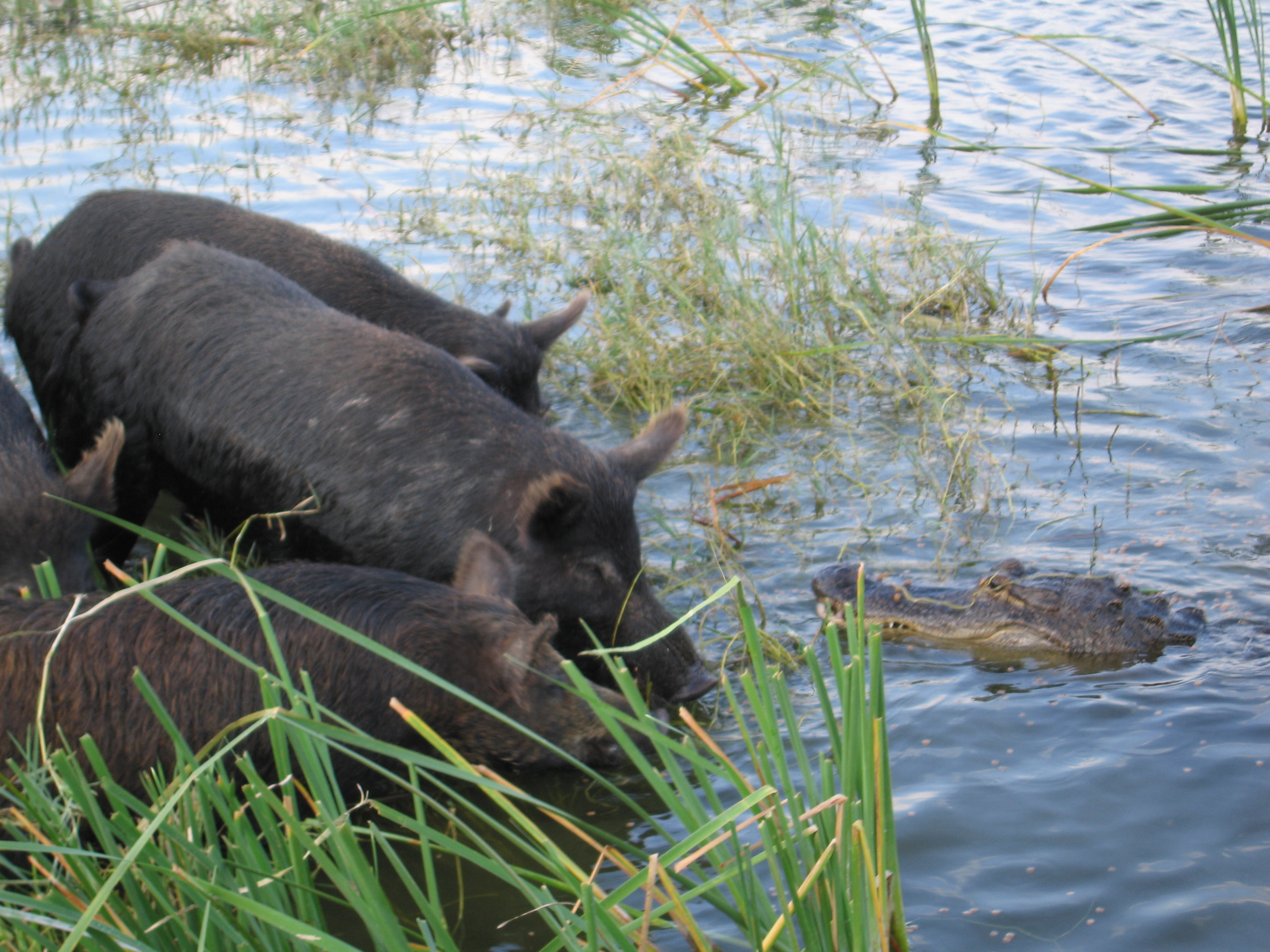
Đàn lợn hoang ở Mỹ rất táo tợn, chúng có thể đối chọi lại với các loài săn mồi như cá sấu và kể cả với con người

Tại Mỹ, hiện nay, khoảng 5 triệu con lợn hoang đang tung hoành khắp quốc gia này và trở thành vấn đề lớn đối với giới chức nước này. Số lượng lợn rừng đạt mức cao nhất tại bang Texas. Lợn hoang có mặt tại ba phần tư số bang. Số lượng của chúng đang tăng nhanh chóng ở nhiều khu vực, chúng gây nên thiệt hại kinh tế 1,5 tỷ USD mỗi năm những thiệt hại mà chúng gây ra. Khả năng sinh sản cao là yếu tố chính giúp lợn hoang sinh sôi mạnh mẽ. Sau khi chào đời 6 tháng, lợn cái đã có thể mang thai. Chúng sinh ra trung bình sáu con mỗi lứa và mỗi năm chúng đẻ trung bình 1,5 lứa. Số lượng lợn hoang sẽ tăng gấp ba trong 5 năm tới nếu chính quyền không áp dụng các biện pháp mạnh.
Trong môi trường hoang dã, trọng lượng của lợn có thể đạt tới 136 kg trở lên, chúng khá hung dữ đối với người và thú nuôi. Chúng có thể gây nên nhiều mối họa đối với thiên nhiên, ví dụ như ăn những động vật nguy cấp hay phát tán những loài cỏ xâm lấn, truyền hơn 30 loại bệnh cho con người, gia súc và các động vật hoang dã khác. Thói quen đào đất và ăn rễ cây của chúng làm giảm năng suất cây trồng trong nông trại. Những chiếc hố mà lợn rừng tạo ra trên đường có thể gây nên tai nạn giao thông bất ngờ.
Lợn hoang còn sống ở Đảo Lợn, còn có tên chính thức là đảo Big Major Spot, hòn đảo nhỏ Bahmas. Đàn lợn do những thủy thủ mang đến khi đi ngang qua đảo, có thể họ cho rằng chúng sẽ trở thành nguồn thực phẩm dồi dào. Tuy nhiên, những thủy thủ này chưa từng quay lại đây. Nhờ tài bơi lội, những chú lợn hoang dã này đã thu hút được du khách đổ ra bãi biển, vì họ muốn được tận mắt chứng kiến đàn lợn dưới nước. Đàn lợn thông minh đã phát hiện ra rằng các đoàn du thuyền ngang qua thường xuyên ném rất nhiều thức ăn xuống vùng biển này, chúng háo hức nhảy xuống nước khi thấy có du thuyền đến, đàn lợn háu đói bì bõm khoảng vài trăm mét tới mép thuyền để hi vọng nhận được đồ ăn.
Tại Nga, những tay săn dạn dày kinh nghiệm nói lợn lòi hoang thậm chí nguy hiểm hơn cả con gấu. Con lợn lòi hoang mắt kém sẽ sấn tới. Ngay cả những tay săn thiện xạ cũng sẽ không luôn hạ gục được con thú nhanh nhẹn này với chỉ một phát súng. Một con lợn lòi trung bình sẽ nặng tới 200 ký (441lb), vật lộn với nó sẽ là tuyệt vọng. Những con cái còn nguy hiểm hơn khi nó bảo vệ đàn con. Lợn lòi hoang bám riết vào địa hình đầm lầy và có nước. Ở khu vực Amur, lợn lòi hoang được biết là đã tấn công xe hơi. Vũ khí kinh khủng nhất của lợn lòi không phải là trọng lượng ấn tượng của nó, mặc dù nó có thể đè nát con người đến chết, mà là răng nanh của nó.

## Săn bắn

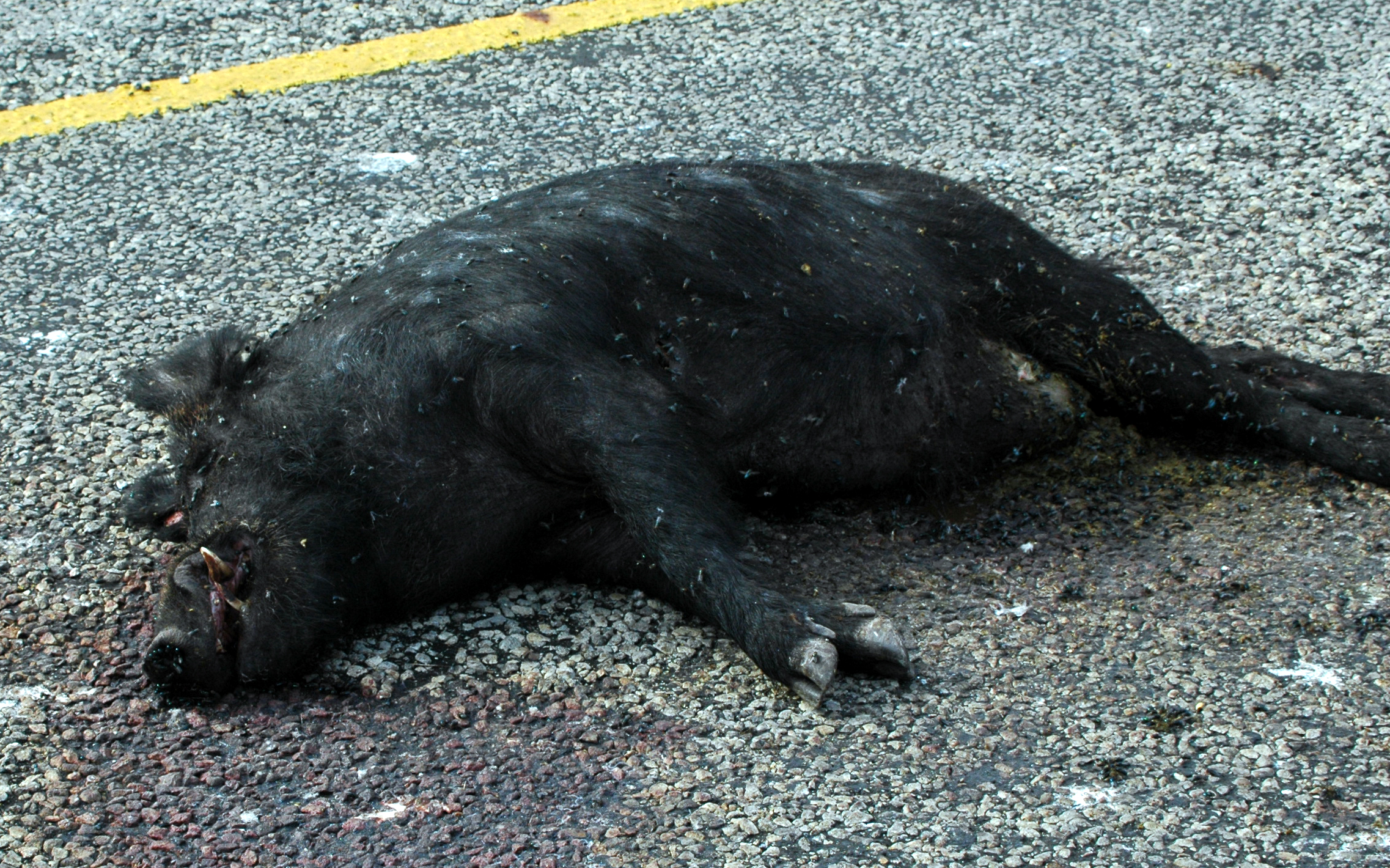
Một con lợn hoang bị bắn chết ở Mỹ

Chính quyền bang New Mexico gần đây chi một triệu USD để lập chương trình săn, bẫy và diệt lợn hoang. Giới chức muốn kết hợp nhiều biện pháp, bởi lợn rừng thông minh đến nỗi chúng luôn rút kinh nghiệm sau mỗi lần thoát chết. Các thợ săn cũng áp dụng chiến thuật "lợn phản đồ". Sau khi tiêu diệt một đàn lợn, họ cố tình để một con lợn cái sống sót và gắn một vòng lên cổ nó. Nhờ thiết bị theo dõi trên vòng, thợ săn có thể phát hiện vị trí của những đàn lợn khác và diệt chúng. Chính quyền bang Texas chi 7 triệu USD mỗi năm để khống chế sự sinh sôi của lợn.